# Augochloropsis versicolor
Augochloropsis versicolor är en biart som först beskrevs av Carlos Schrottky 1908.  Augochloropsis versicolor ingår i släktet Augochloropsis och familjen vägbin. Inga underarter finns listade.